# 캐나다 북부

캐나다 북부

캐나다 북부(Northern Canada)는 캐나다 북쪽에 있는 여러 주를 가리키는 말로, 캐나다 내에서는 더 노스(the North)라고 부르기도 한다. 유콘 준주, 노스웨스트 준주, 누나부트 준주를 포함한다.

## 같이 보기
- 캐나다의 지리
- 미국 북부